# ویکتور مدونوف
ویکتور مدونوف (روسی: Виктор Иванович Меднов؛ ۲۷ نوامبر ۱۹۲۷ – ۲۲ ژوئن ۲۰۰۹ (aged 81)) ورزشکار بوکس اهل اتحاد جماهیر شوروی سوسیالیستی بود.
وی در مسابقات کشوری و بین‌المللی در مجموع برندهٔ ۱ مدال نقره شده‌است.